# Tupolev Tu-160
Pour les articles homonymes, voir Blackjack.
Le Tu-160 (en russe Белый Лебедь, soit « cygne blanc », code OTAN Blackjack) est un bombardier lourd supersonique soviétique construit par le bureau d'études Tupolev pendant la guerre froide pour l'arsenal nucléaire soviétique dont la Russie a hérité. Ses ailes sont à géométrie variable ; sa masse maximale au décollage en fait le plus gros avion supersonique au monde et le plus lourd avion de combat au monde.

## Conception

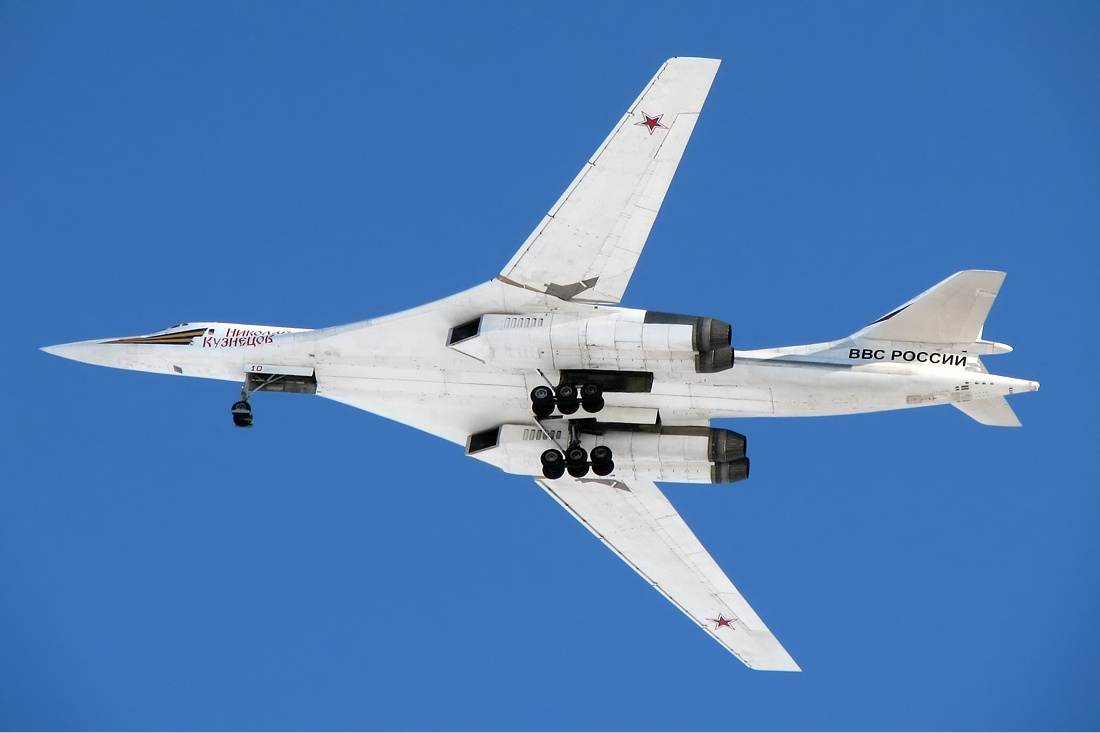
Un Tu-160, train d’atterrissage sorti.

En 1973, pendant la guerre froide, la course aux armements est très importante entre les deux superpuissances. Les Américains développent alors le Rockwell B-1 Lancer. En réponse, les Soviétiques commencent le programme du bombardier « multi-missions ». Trois constructeurs aéronautiques furent dans la course : Tupolev avec un avion basé sur le Tupolev Tu-144, le Miassichtchev M-18 (en), et un Soukhoï basé sur le T-4.
Même si le projet de Miassichtchev semblait le plus prometteur, Tupolev fut choisi parce qu'il était le seul à avoir la capacité et l'expérience pour mener à son terme un projet très ambitieux et complexe. Cependant, Tupolev utilisa des éléments du projet Miassichtchev M-18.
Le projet du B-1 fut arrêté le 30 juin 1977 par les Américains avant d'être relancé en 1981. Cependant les Soviétiques continuèrent le Tu-160, et le 19 décembre 1981 les essais en vol commencèrent. Le camp occidental eut connaissance du projet à partir de novembre 1981 grâce aux satellites espions.
La production commença en 1984. Au début, 150 appareils auraient dû être construits, mais par suite de restrictions budgétaires, seulement 35 (dont deux prototypes) furent construits jusqu'à l'arrêt de la production en 1992.
Plus tard, la Russie a repris l'amélioration et la production de l’appareil. Le premier exemplaire a été livré en mai 2000[réf. souhaitée]. 

### Tu-160 M2
Une version modernisée « Tu-160 M » et équipée de nouveaux turboréacteurs (Kuznetsov NK-32-02) qui effectue son premier vol début novembre 2020 devait entrer en service à partir de 2021. 
Les réacteurs NK-32-02 plus économes en carburant à performances égales qui motorisent les Tu-160 modernisés à partir des années 2020 permettent une autonomie supplémentaire de 1000 km par rapport à la première génération
Il est prévu une production totale de 50 avions à raison de 3 par an,.
En décembre 2017, le premier Tu-160M2 (izdeliye 70M2) reprenant la précédente cellule de l'appareil mais bénéficiant de moteurs améliorés, de nouveaux équipements ainsi que d'un nouvel armement, effectue son premier vol. Le nouveau Tu-160M2 immatriculé « 8-04 » a été produit à partir de la cellule du 35e Tu-160 existant, sans compter les prototypes employés pour les essais au sol.
Le Tu-160 « 8-04 » a été réalisé dans le but d'accroître la flotte de bombardiers stratégiques russes et dans l'objectif de reprendre la production de cet appareil à l'usine de Kazan, portant la flotte à 50 appareils avec une production annuelle de trois appareils. Avec 16 appareils en service en 2019, 10 commandés en date de février 2020, il en reste 24 à commander à cette date.
Le premier « vrai » vol du Tu-160M modernisé a lieu le 2 février 2020. Le bombardier Tu-160M qui a effectué ce premier vol est en fait l'ancien bombardier Tu-160 "Igor Sikorsky" (n° 14, couleur rouge).
Les seize anciens encore en service seront modernisés.
Le premier vol d'un Tu-160 propulsé par les nouveaux moteurs NK-32-02, est annoncé par United Aircraft Corporation le 3 novembre 2020.
Le redémarrage de la production des Tu-160 permettra de maintenir en état de vol l'actuelle flotte de ces appareils, laquelle manque de plus en plus de pièces détachées et rend les opérations de maintenance difficiles.
À Kazan le 25 janvier 2019, le président Poutine a tenu à signer lui-même le contrat de commande de 10 Tu-160 M2, 1er lot d'une nouvelle flotte de 50 appareils. Au prix unitaire de 15 milliards de roubles (soit environ 216 millions d’euros sur la base du taux de change de janvier 2020), le premier appareil sera livré en 2021 puis 3 avions seront produits par an.
Le premier avion neuf de cette version effectue son premier vol le 12 janvier 2022.

## Histoire

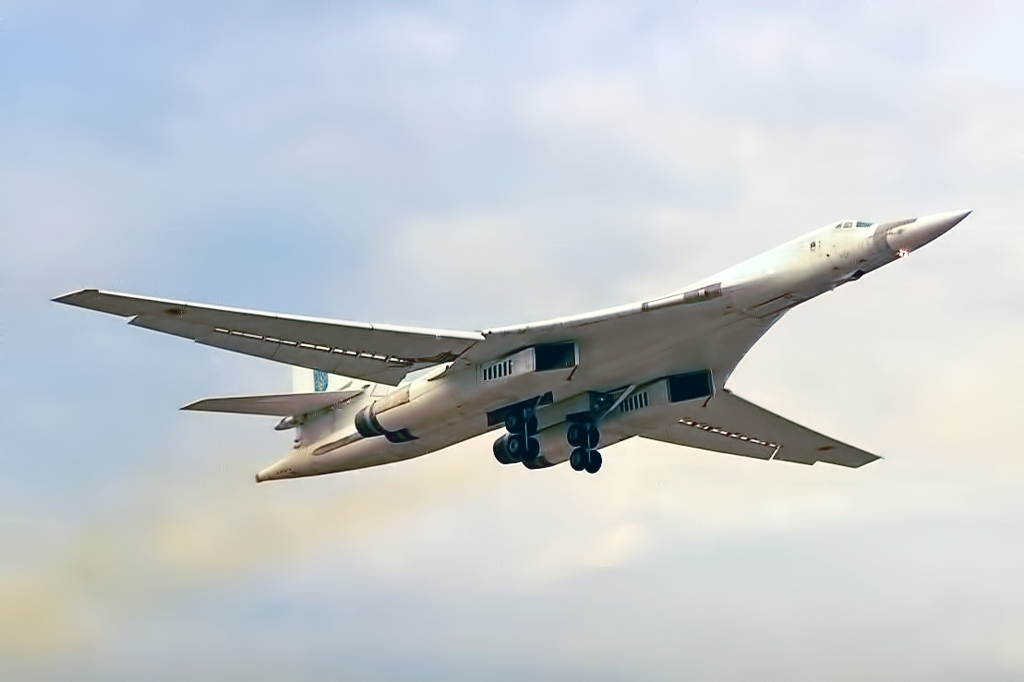
Bombardier stratégique Tupolev Tu-160 de la Force aérienne ukrainienne en vol en 1997.

Les escadrilles commencèrent à être formées en mai 1987 au sein de l'aviation à long rayon d'action. Jusqu'en 1991, dix-neuf avions servirent dans le 184e régiment de l'air en Ukraine. Après l'éclatement de l'URSS, ces avions sont pris en compte par la Force aérienne ukrainienne bien qu'en 1999 un échange se fît entre la Russie et l'Ukraine qui donna alors huit de ses appareils pour rembourser sa dette. L'Ukraine, ayant officiellement renoncé aux armes nucléaires, a détruit les autres Tu-160 en sa possession dont le dernier en février 2001, un exemplaire étant remis à un musée.
En juillet 2006, il n'y a plus que quatorze Tu-160 russes en service. Il est prévu de les maintenir en service. Un contrat de modernisation a même été accordé à la société KAPO (Kazan Aircraft Production Organisation). L'amélioration devrait porter principalement sur l'équipement électronique, mais aujourd'hui, les principaux sous-traitants ont disparu et pour procéder aux réparations, il faut récupérer les pièces sur les quatre carcasses entreposées à Joukovski.
En janvier 2008, deux Tu-160 russes ont mené une mission d'entraînement au-dessus du golfe de Gascogne. Ils ont été escortés jusque-là par des chasseurs norvégiens et britanniques. Cet événement marque symboliquement la volonté de la Russie de reprendre un statut de puissance militaire stratégique majeure.
Le 10 septembre 2008, l'arrivée au Venezuela de deux Tu-160 russes pour des vols d'entraînement est saluée par le président vénézuélien Hugo Chávez qui annonça qu'il piloterait l'un d'eux. La Russie réaffirme ainsi sa présence à travers le monde, sans liaison, dixit le discours officiel, avec la situation dans le Caucase.
Le 10 juin 2010, deux Tu-160 réalisèrent un vol d'entraînement au pilotage sur zones sans repère et au ravitaillement en vol au-dessus des eaux neutres de l'océan glacial Arctique et du Pacifique. Ces vols durèrent 23 heures, ce qui correspondait à un nouveau record pour cet appareil. Le record précédent était de 21 heures. Durant leur périple de 18 000 km, ils furent ravitaillés à deux reprises par des Iliouchine Il-78.
En mai 2012, le 121e régiment de la Garde, basé à Engels, de la 22e division de bombardiers lourds de la Garde de la 37e armée aérienne a onze Tu-160 en service. La base d'Engels abrite aussi le 184e régiment de la Garde, avec ses vingt Tupolev Tu-95.
Le 17 février 2016, à 10 h 39, les radars norvégiens repèrent deux Tu-160 à proximité de leur espace aérien, qui sont de nouveaux détectés à 14 h 50, à l’ouest de l’Irlande. À 15 h, les deux appareils russes s’engagent au-dessus de la Manche. La Royal Air Force fait alors immédiatement décoller deux Eurofighter Typhoon. L’alerte est sérieuse et rappelle le survol similaire effectué par des Tu-95 en janvier 2015. L’un de ces appareils, le Aleksandr Golovanov, a été engagé à plusieurs reprises sur le front syrien. En alerte, un Rafale de l’escadron de chasse Gascogne, basé à Saint-Dizier, décolle pour rejoindre les intrus. Un Mirage 2000-5, de l'escadron de chasse Cigognes, stationné à Lann-Bihoué, en Bretagne, est aussi envoyé. Les deux Tu-160 sont alors escortés par les quatre chasseurs de l’OTAN jusqu’à une soixantaine de kilomètres du Touquet, à la longitude de Dieppe. Ils finiront par rebrousser chemin afin d’éviter le survol des eaux territoriales françaises ou britanniques. L'information est rendue publique début mars 2016 par l'armée de l'Air française, avant d'être relayée dans la presse.
Le 22 septembre 2016, deux Tu-160 ont été pris en chasse par dix avions de quatre pays européens depuis le nord de la Norvège jusqu'au large de Bilbao en Espagne,.
Le 9 février 2017, deux Tu-160 ont survolé les eaux internationales depuis la Norvège jusqu'en Espagne et retour. Au cours de ce périple, ils se sont approchés d’une centaine de kilomètres des côtes françaises. Ils ont été interceptés et escortés par les chasseurs de l’armée de l’Air tout au long de cette approche des côtes françaises.
Le 15 juin 2017, un Tu-160 a été intercepté par les armées de l'Air suédoise, danoise et finlandaise au-dessus de la mer Baltique.
Le 15 janvier 2018, deux F-16 belges de la base de Florennes interceptèrent deux bombardiers Tupolev Tu-160 au-dessus de la mer du Nord dans leur mission de surveillance du territoire conjointe avec les Pays-Bas.
Le 17 septembre 2019, deux Tu-160 accompagnés de deux Soukhoï Su-27 ont été interceptés par des chasseurs de cinq pays européens (F-16 belges, danois et polonais, ainsi que des F-18 finlandais et JAS-39 Gripen suédois) alors qu'ils survolaient la mer Baltique. Ils ont été reconduits à la frontière de l'espace aérien de l'OTAN.
L'armée de l'Air russe utilise, en 2018, seize Tu-160 (si l'on ne compte pas dans le lot 8-04) tous employés au sein du 121e régiment de bombardiers lourds basé à Engels. En janvier 2020, seuls onze sont considérés comme opérationnels.
Le 19 septembre 2020, le record de vol passe à 20 000 km parcourus en 25 h avec 3 ravitaillements en vol pour chacun des deux bombardiers impliqués.
À partir de 2020, les 16 Tu-160 sont regroupés sur la base aérienne Engels-2 proche de l'Ukraine.
Les bombardiers Tu-160 ont été utilisés lors de l'invasion russe de l'Ukraine à partir de février 2022. Selon des sources ukrainiennes, le 6 mars 2022, un Tu-160 en compagnie de bombardiers stratégiques Tu-95MS lance 8 missiles de croisière (sans doute des Kh-101) sur l'aéroport international de Havryshivka Vinnytsia depuis la mer Noire. Le 26 Juin 2022, le porte-parole de l'armée de l'Air Ukrainienne Yourii Ihnat fait état du lancement de six missiles de croisière Kh-101 par des Tu-160 et des Tu-95MS en direction de Kyiv depuis la région de la mer Caspienne.
Le 20 janvier 2025, l'Ukraine lance une attaque de drones sur l'usine d'aviation Gorbounov à Kazan, en Russie, où sont construits et réparés les Tu-160, à environ 1000 km des frontières de l'Ukraine, causant plusieurs explosions. Des sources russes déclarent alors que les dégâts sont minimaux et que la menace des drones a été éliminée.
Le 1er juin 2025, l'Ukraine déclare avoir détruit deux bombardiers Tu-160 sur des aérodromes militaires en Russie à l'aide d'une myriade de drones FPVs légers. Les faits sont contestés par le ministère de la Défense russe. Les services secrets ukrainiens du SBU déclarent le 3 juin ne pas avoir de confirmation du nombre d'appareils effectivement endommagés ou détruits. L'administration américaine déclare ne pas avoir été informée en avance de l'opération Toile d'araignée.

## Variantes
- Tu-160SK : version commerciale (avion civil), jamais construite
- Tu-160M : bombardier de plus grande taille capable d'emporter des missiles hypersoniques Kh-90 (5 000 km franchissables)
- Tu-160P : prototype d'un avion très longue portée
- Tu-160PP : prototype de brouilleur de radar
- Tu-160R : prototype d'avion de reconnaissance
- Tu-160K : prototype d'avion lanceur de la fusée Kretschet-P
- Tu-160W : ?
- Tu-160M2 : mise à jour complète des systèmes électroniques, des moteurs plus économiques en kérosène.

Le 25 janvier 2018, Vladimir Poutine propose le développement d'une version civile du Tu-160.

## Opérateurs

### Actuel
- Russie

Armée de l'air russe

### Anciens
- Union soviétique

Forces aériennes soviétiques
Aviation navale soviétique
- Ukraine : 19 Tupolev Tu-160 au total

Force aérienne ukrainienne :

### Aéronefs comparables
- Soukhoï T-4
- Rockwell B-1 Lancer
- North American XB-70 Valkyrie
- Tupolev Tu-22M